# Fraktion des exhalierten Stickstoffmonoxids
Die Fraktion des exhalierten Stickstoffmonoxids (engl. fraction of exhaled nitric oxide, FeNO) ist ein Messwert in der Lungenheilkunde, der auf eine eosinophile Entzündungsreaktion des Bronchialsystems bei obstruktiven Ventilationsstörungen wie Asthma bronchiale und COPD mit asthmatischer Begleitkomponente hinweist. Der Messwert stellt einen Biomarker zur Diagnosesicherung und Therapiekontrolle dar.
Ist das bronchiale Entzündungsniveau erhöht, so wird unter anderem von den Bronchialepithelien Stickstoffmonoxid (NO) freigesetzt. Dies kann in der Ausatemluft, photometrisch indirekt nach Umwandlung im Messgerät zu Stickstoffdioxid (NO2), nachgewiesen werden. Da die Untersuchung nur wenige Sekunden dauert ist die Messmethode bereits bei kleinen Kindern problemlos durchführbar. Bei mehrfach erhöhten Messwerten ist die Wahrscheinlichkeit hoch, dass ein Asthma bronchiale vorliegt, ebenso wie das Ansprechen auf inhalative Corticosteroide (ICS). Unter anderem aktives Rauchen, Infekte oder starke körperliche Belastung können exogene Störgrößen darstellen. Niedrige Messwerte schließen somit ein Asthma nicht aus.
Bei Erwachsenen liegt der Normwertbereich zwischen 5 und 20 ppb, bei Werten über 20 ppB ist eine Typ-2-Inflammation bei Asthma in Betracht zu ziehen, ab 50 ppb und typischen Asthma-Symptomen gilt ein Asthma als gesichert. Bei Kindern liegt der Normbereich niedriger zwischen 4 und 10 ppb, die Grenze zum Asthma bei 25 ppb. Rauchen vermindert in Abhängigkeit vom Zigarettenkonsum die Messwerte um 2 bis 6 ppb.